# Marcius Mons
Marcius Mons (en grec antic: Μάρκιον ὄρος) va ser un lloc on els romans dirigits pel dictador Marc Furi Camil van derrotar els volscs i els llatins l'any 389 aC, segons diu Plutarc.
Diodor de Sicília l'esmenta simplement com a Marcium (καλούμενον Μάρκιον) i diu que era a 200 estadis de Roma. Titus Livi, que escriu ad Mecium, explica que era prop de Lanúvium. Podria ser al Colle di Due Torri.